# David Asson
Pour les articles homonymes, voir Asson (homonymie).
David H. Asson est l'arbitre qui a officié la première finale de Coupe d'Angleterre de football jouée à Wembley Stadium en 1923.

## Finale de la Coupe d'Angleterre 1923
La finale de la Coupe d'Angleterre 1923 est la plus grosse affluence pour un match à l'époque avec plus de 100 000 spectateurs. Lors de la rencontre des capitaines avant le coup d'envoi, reporté de 45 minutes, Asson dit aux deux capitaines « Nous sommes seulement trois ici », signalant aux joueurs que devant l'énorme foule tassée dans les tribunes, il ne fallait pas de débordements. Il demande l'aide des joueurs.
Le match lui-même est controversé, Jack Tresadern est bloqué dans la foule lorsque Bolton inscrit le premier but. Le deuxième but, en deuxième mi-temps, est aussi controversé, les joueurs de West Ham déclare que le ballon n'est pas rentré dans les buts alors que Asson accorde le but à Jack Smith. West Ham clame également que la balle a été frappé par un spectateur pendant l'action qui amène le but. Le capitaine de West Ham George Kay demande à Asson d'arrêter le match mais celui-ci le continue jusqu'au bout des 90 minutes.